# خورجین (میوه)

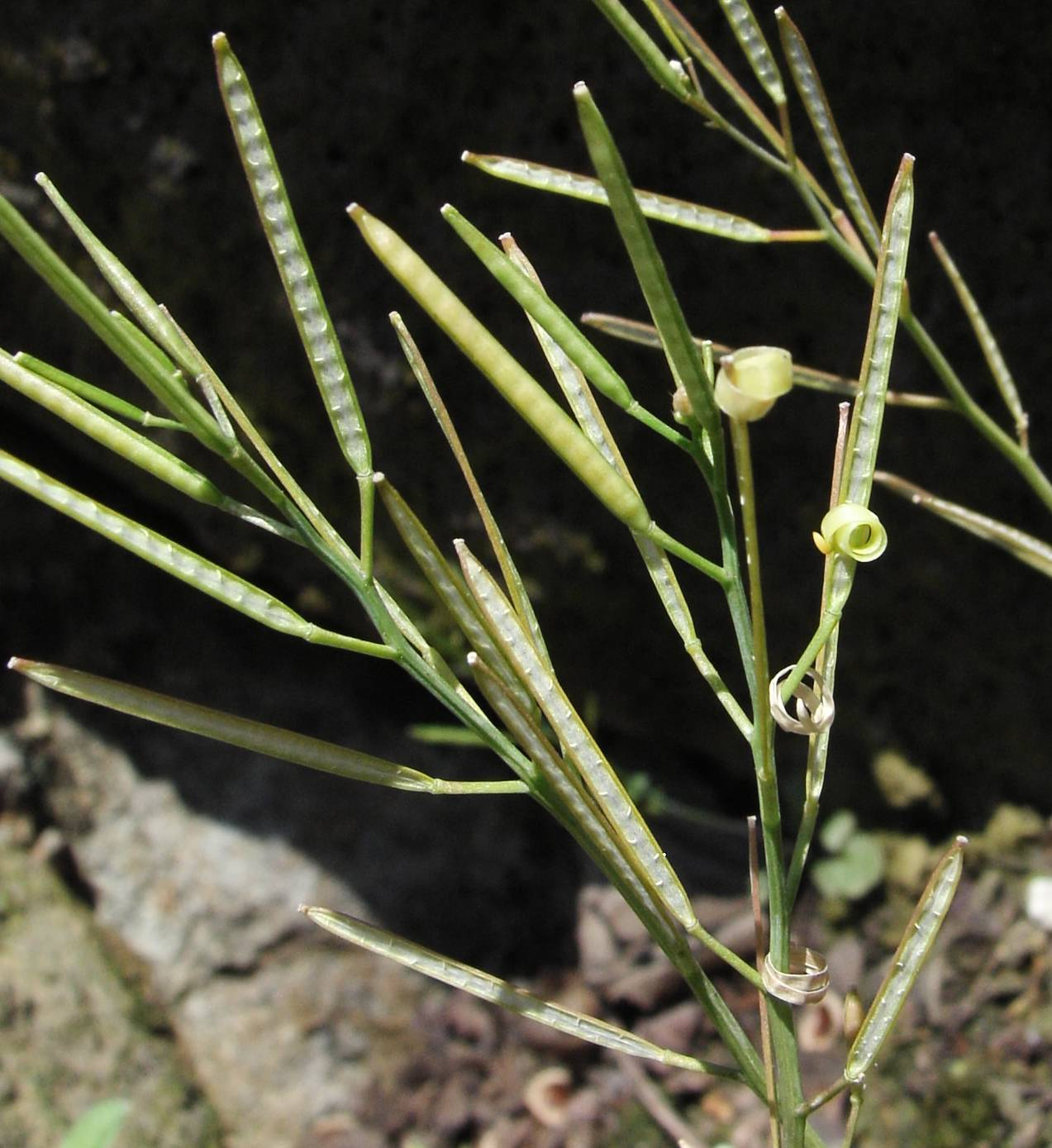
خورجین Cardamine impatiens

خورجین میوه‌ای (کپسول دانه) از مخلوط دو مادگی است که طول آن بیش از سه برابر عرضش است.
به میوه‌ای که مانند خورجین کوچک است خورجینک گفته می‌شود. مانند قدومه.